# ترویج بین‌المللی سلفی‌گری و وهابیت
ترویج بین‌المللی سلفی گری و وهابیت در اسلام سنی مورد علاقه پادشاهی عربستان سعودی و سایر پادشاهی‌های خلیج فارس که از اواسط دهه ۱۹۷۰ و ۱۹۸۰ شروع شده،  به جایی رسیده که ژیل کپل، دانشمند علوم سیاسی فرانسوی، آن را «جایگاه برتر قدرت در بیان جهانی اسلام» تعریف می‌کند. تا دهه ۱۹۹۰ که عربستان سعودی (و شورای همکاری خلیج فارس) از اخوان المسلمین جدا شد، تفاسیر نه تنها شامل اسلام سلفیه عربستان سعودی، بلکه اسلام اسلام‌گرا / احیاگر، و «ترکیبی» از این دو تفسیر را شامل می‌شد.
نیروی محرکه ترویج این تفاسیر در جهان اسلام «بزرگترین کارزار پروپاگاندای جهانی بود که تا به حال شکل گرفته‌است» (به گفته آلکس الکسیف، دانشمند علوم سیاسی)، «که تلاش‌های تبلیغاتی شوروی در اوج جنگ سرد در برابر آن کوچک جلوه می‌کرد» (به گفته روزنامه‌نگار دیوید ای. کپلن) و از طریق صادرات نفت که پس از جنگ اکتبر ۱۹۷۳ افزایش یافت تأمین بودجه می‌شد. یک تخمین این است که در دوره سلطنت ملک فهد (۱۹۸۲ تا ۲۰۰۵)، بیش از ۷۵ میلیارد دلار برای گسترش اسلام وهابی هزینه شد. این پول برای تأسیس ۲۰۰ دانشکده اسلامی، ۲۱۰ مرکز اسلامی، ۱۵۰۰ مسجد و ۲۰۰۰ مدرسه برای کودکان مسلمان در کشورهای مسلمان و غیرمسلمان استفاده شد. این مدارس از نظر دیدگاه «بنیادگرا» بودند و شبکه‌ای را «از سودان تا شمال پاکستان» تشکیل دادند. شاه فقید همچنین مرکزی انتشاراتی را در مدینه راه اندازی کرد که تا سال ۲۰۰۰، ۱۳۸ میلیون نسخه از قرآن (متن مرکزی دینی اسلام) را در سراسر جهان توزیع کرد. همراه با میلیون‌ها قرآنی که به صورت رایگان توزیع شد، متون اعتقاد پیروی تفاسیر سلفی ارائه شد.
در دهه ۱۹۸۰، حدود ۷۰ سفارت عربستان سعودی در سرتاسر جهان به وابستگان مذهبی مجهز شدند که وظیفه آنها ساخت مساجد جدید در کشورهایشان و متقاعد کردن مساجد موجود برای تبلیغ دعوت سلفیه بود. دولت عربستان تعدادی از سازمان‌های بین‌المللی را برای گسترش اسلام بنیادگرا از جمله اتحادیه جهانی مسلمانان، مجمع جهانی جوانان مسلمان، سازمان بین‌المللی امداد اسلامی و موسسات خیریه سلطنتی را تأمین مالی می‌کند. حمایت از دعوت (به معنای واقعی کلمه «دعوت کردن» به اسلام) - تبلیغ یا تبلیغ اسلام - برای حاکمان سعودی از «الزامات دینی» خوانده شده‌است که نمی‌توان آن را «بدون از دست دادن مشروعیت داخلی» خود به عنوان حامیان و ترویج کنندگان اسلام رها کرد.
علاوه بر تفسیر سلفی از اسلام، سایر تفاسیر سختگیرانه و محافظه کارانه از اسلام سنی که به‌طور مستقیم یا غیرمستقیم با کمک وجوه عربستان سعودی و کشورهای عربی حوزه خلیج فارس کمک می‌شود، تفاسیر سازمان‌های اسلام‌گرا مانند اخوان المسلمین و جماعت اسلامی است. در حالی که اتحادهای آنها همیشه دائمی نبوده، گفته می‌شود که سلفی گری و اشکالی از اسلام‌گرایی یک «تلاش مشترک» را تشکیل داده‌اند، که در یک «انزجار» شدید علیه نفوذ غرب، اعتقاد به اجرای دقیق دستورها و ممنوعیت‌های شریعت، مخالفت با اسلام شیعه و اعمال مذهبی رایج اسلامی (تکریم اولیای مسلمان)، و اعتقاد به اهمیت جهاد مسلحانه اشتراک نظر دارند. گفته می‌شود که این دو جنبش بعداً به ویژه در نتیجه جهاد افغانستان در دهه ۱۹۸۰ علیه اتحاد جماهیر شوروی، که منجر به آموزش و تجهیز هزاران مسلمان برای مبارزه با شوروی و متحدان افغان آنها در افغانستان در دهه ۱۹۸۰ شد «در هم آمیخته‌اند»، یا یک «ترکیب» را شکل داده‌اند.
این بودجه به خاطر ترویج نوعی اسلام متعصب و نامداراگر مورد انتقاد قرار گرفته‌است که گفته می‌شود به پرورش تروریسم اسلامی کمک کرده‌است. منتقدان استدلال می‌کنند که داوطلبانی که برای جنگ در افغانستان بسیج شده‌اند (مانند اسامه بن لادن) و از موفقیت خود در برابر ابرقدرت شوروی «دچار شعف» شده‌اند، به جهاد علیه دولت‌های مسلمان و غیرنظامیان در کشورهای دیگر ادامه دادند. و اینکه گروه‌های سنی محافظه کار مانند طالبان در افغانستان و پاکستان نه تنها به غیر مسلمانان (کفار) بلکه به سایر مسلمانانی که آنها را مرتد می‌دانند، مانند شیعه‌ها و صوفیان حمله کرده و آنها را می‌کشند. از سال ۲۰۱۷، تغییرات در سیاست مذهبی عربستان سعودی باعث شده‌است که برخی بر این نظر باشند که «اسلام‌گرایان در سراسر جهان باید از این روش پیروی کنند یا در خطر سقوط در سمت نادرست راست‌کیشی قرار گیرند».

## زمینه

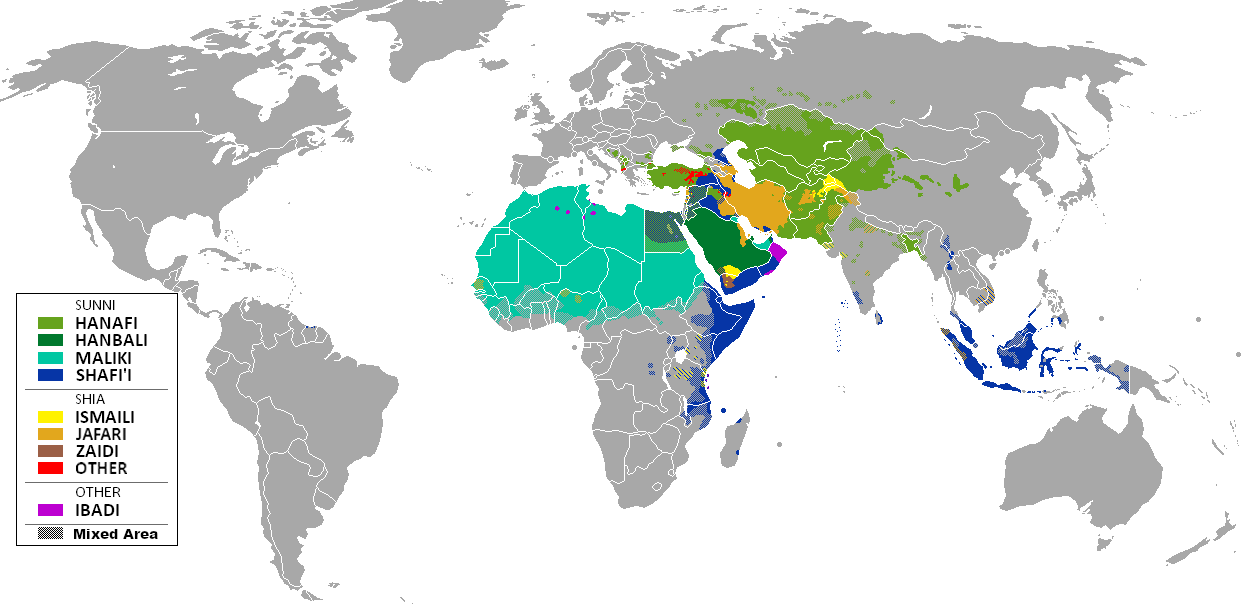
نقشه جهان اسلام. حنبلی (سبز تیره) مکتب غالب اهل سنت در عربستان سعودی و قطر است.

قبل از تحریم نفتی در سال ۱۹۷۳، مذهب در سراسر جهان اسلام «در تسلط سنت‌های ملی یا محلی بود که ریشه در مذهبی بودن مردم عادی داشت.» روحانیون به مکاتب مختلف فقهی خود (مذهب چهارگانه اهل سنت و شیعه جعفری) می‌نگریستند:
- حنفی در سرزمین‌های ترکی و در شرق مدیترانه ;
- مالکی در صحرا ;
- شافعی در آسیای جنوب شرقی و شاخ آفریقا ;
- حنبلی در بخش‌هایی از شبه جزیره عربستان

به گفته ژیل کپل، سه مکتب اول به «پوریتانیسم الهام‌گرفته از عربستان» (مکتب حنبلی) به دلیل ویژگی فرقه‌ای آن با ظن بزرگ می‌نگریستند. اما مشروعیت این طبقه از فقهای سنتی اسلامی در دهه‌های ۱۹۵۰ و ۶۰ توسط قدرت دولت‌های ملی‌گرای پسااستعماری تضعیف شده بود. در «اکثریت قریب به اتفاق» کشورهای مسلمان، موقوفات خصوصی مذهبی (اوقاف) که قرن‌ها پشتیبان استقلال علما/فقیهان اسلامی بودند، به تصرف دولت درآمد و فقها به کارمندان حقوق‌بگیر تبدیل شدند. حاکمان ملی‌گرا طبیعتاً کارمندان خود (و تفاسیر کارمندانشان از اسلام) را تشویق می‌کردند تا به منافع کارفرمایان/حکام خود خدمت کنند، و به ناچار فقها در بین عموم مسلمانان مجری این کار دیده شدند.
عربستانیهای سعودی ثروت نفتی خود را نه به عنوان یک حادثه زمین‌شناسی یا تاریخی، بلکه مستقیماً مرتبط با مذهب شان می دانستد - نعمتی که خداوند به آنها داده‌است، «تا حقانیت آنها را در جدایی آنها از سایر فرهنگ‌ها و مذاهب اثبات کند»، و نیز چیزی که با رفتار پرهیزگارانه «به رسمیت شناخته شود و به آن عمل شود» و بنابراین به رونق و پشتوانه سلسله «در غیر این صورت شکننده» آن «مشروعیت بخشد».
حاکمان عربستان سعودی سعی داشتند با ثروت جدید خود به دنبال جایگزینی جنبش‌های ملی‌گرایانه در جهان اسلام با اسلام باشند، اسلام را «به خط مقدم صحنه بین‌المللی» بیاورند و اسلام را در سرتاسر جهان تحت یک مذهب واحد سلفی متحد کنند و توجه خاصی به مسلمانانی داشتند که به غرب مهاجرت کرده بودند (یک "هدف ویژه"). به قول اسکات شین، روزنامه‌نگار، «وقتی امامان سعودی با پوشیدن لباس‌های سنتی عربی، صحبت به زبان قرآن - و چک‌های سخاوتمندانه به کشورهای مسلمان در آسیا یا آفریقا، یا در جوامع مسلمان در اروپا یا آمریکا می‌رسند. به‌طور خودکار دارای اعتبار بودند."